# Блейн, Салли
Салли Блейн (англ. Sally Blane, урождённая Элизабет Джейн Янг (англ. Elizabeth Jane Young), 11 июля 1910, Солт-Лейк-Сити, Юта, США — 27 августа 1997, Палм-Спрингс, Калифорния, США) — американская актриса, сестра актрис Полли Энн Янг и Лоретты Янг.

## Биография
На киноэкранах дебютировала в 1917 году в немом фильме «Сирены моря». Далее последовали десять лет затишья, после чего она вновь вернулась в кинематограф, появляясь в дальнейшем ежегодно в десятке картин. В 1929 году она была включена в список «WAMPAS Baby Stars», как одна из наиболее перспективных начинающих актрис. За годы своей кинокарьеры, продолжавшейся до конца 1930-х, Блейн снялась в сотне фильмов, среди которых «Представление представлений» (1929), «Танец за десять центов» (1931), «Хулиганское поведение» (1932), «Я — беглый каторжник» (1932), «Чарли Чан на Острове сокровищ» (1939) и «История Александра Грэхема Белла» (1939).
После завершения карьеры в кино в 1940-х, актриса стала работать на телевидении, появившись в сериалах «Театр звезд Шлица» и «Письмо к Лоретте». В 1955 году Блейн вернулась на большой экран с небольшой ролью в триллере «Пуля для Джои», а через два года завершила свою актёрскую карьеру.
В 1935 году Блейн вышла замуж за актёра и режиссёра Нормана Фостера, от которого родила двоих детей. Старшую дочь она назвала Гретхен, в честь своей сестры Лоретты Янг, настоящее имя которой было Гретхен. После смерти мужа в 1976 году актриса проживала в Калифорнии, где в августе 1997 года умерла от рака в возрасте 87 лет, спустя полгода после смерти старшей сестры Полли Энн Янг. Салли Блейн похоронена на кладбище Святого креста в Калвер-Сити.